# Puy de Montiroir
Il Puy de Montiroir è un vulcano dormiente nella Chaîne des Puys, nel Massiccio Centrale francese.
Si trova 1,5 km a nord-ovest della città di Manzat e quaranta chilometri da Clermont-Ferrand, nel dipartimento del Puy-de-Dôme. Questo vulcano insieme a Gour Tazenat, forma il limite settentrionale dei monti Puys. La sua vetta si trova a 698 metri sul livello del mare.
Come tutti gli altri vulcani della zona è dormiente e non si esclude una nuova eruzione, tuttavia oggi viene coltivato.